# Каркалайское (сельское поселение)
Каркалайское — упразднённое муниципальное образование со статусом сельского поселения в составе Увинского района Удмуртии.
Административный центр — село Каркалай.
Образовано в 2005 году в результате реформы местного самоуправления.
Законом Удмуртской Республики от 17.05.2021 № 48-РЗ к 30 мая 2021 года упразднено в связи с преобразованием муниципального района в муниципальный округ.

## Географические данные
Находится на востоке района, граничит:
- на юге с Кыйлудским и Чистостемским сельскими поселениями
- на западе с Увинским сельским поселением
- на севере и востоке с Мушковайским сельским поселением
- на северо-западе с Поршур-Туклинским сельским поселением

По территории поселения протекают реки Нылга и её приток Каркалайка.
Через поселение проходит железная дорога сообщением Ижевск — Ува. На ней находятся действующая станция Каркалай и закрытая платформа Квака.

## Население
| 2010  | 2012  | 2013  | 2014  | 2015  | 2016  | 2017  |
| ----- | ----- | ----- | ----- | ----- | ----- | ----- |
| 2031  | ↘1985 | ↘1946 | ↘1923 | ↘1903 | ↘1889 | ↘1877 |
| 2018  | 2019  | 2020  |       |       |       |       |
| ↘1869 | ↘1839 | ↘1817 |       |       |       |       |

## Населенные пункты
| Название         | Тип населённого пункта       | Население 2012 год | Почтовый индекс | ОКАТО       |
| ---------------- | ---------------------------- | ------------------ | --------------- | ----------- |
| Каркалай         | Село, административный центр | 1731               | 427230          | 94244805001 |
| Квака            | Деревня                      | 3                  | 427230          | 94244805003 |
| Большой Каркалай | Деревня                      | 251                | 427230          | 94244805004 |

## Экономика
- ФГУ ИК-3 УФСИН России по Удмуртской Республике.

## Объекты социальной сферы
- МОУ «Каркалайская средняя общеобразовательная школа»
- МДОУ «Каркалайский детский сад»
- библиотека
- фельдшерско-акушерский пункт
- клуб
- социально — реабилитационный центр